# Нове Швейкі
Нове Швейкі (пол. Nowe Szwejki) — село в Польщі, у гміні Садковиці Равського повіту Лодзинського воєводства.
Населення — 207 осіб (2011).
У 1975-1998 роках село належало до Скерневицького воєводства.

## Демографія
Демографічна структура станом на 31 березня 2011 року:
|          | Загалом | Допрацездатний вік | Працездатний вік | Постпрацездатний вік |
| -------- | ------- | ------------------ | ---------------- | -------------------- |
| Чоловіки | 109     | 21                 | 70               | 18                   |
| Жінки    | 98      | 18                 | 61               | 19                   |
| Разом    | 207     | 39                 | 131              | 37                   |